# ورزشگاه اروپا پارک
ورزشگاه اروپا پارک (انگلیسی: Europa-Park Stadion) یک ورزشگاه فوتبال در شهر فرایبورگ، آلمان است. این ورزشگاه که در سال ۲۰۲۱ تأسیس شده ۳۴٬۷۰۰ نفر ظرفیت دارد و ورزشگاه خانگی باشگاه فوتبال فرایبورگ محسوب می‌شود.

## تصویر پانوراما

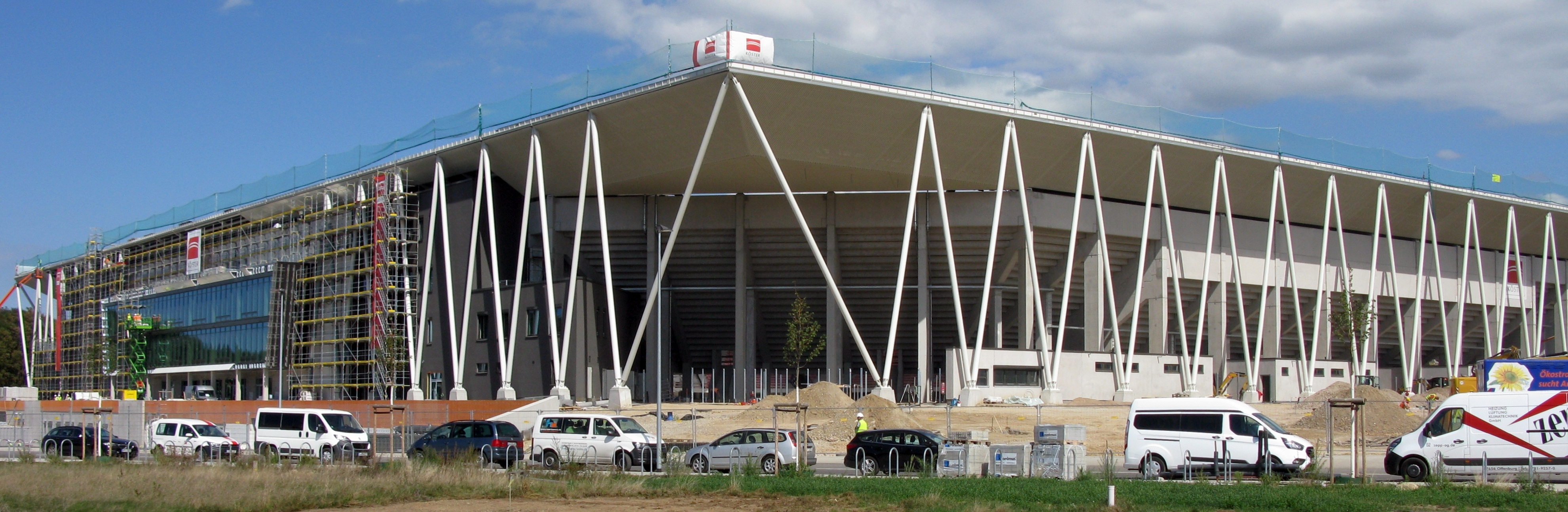
Building site of the stadium as of 2020-09-07

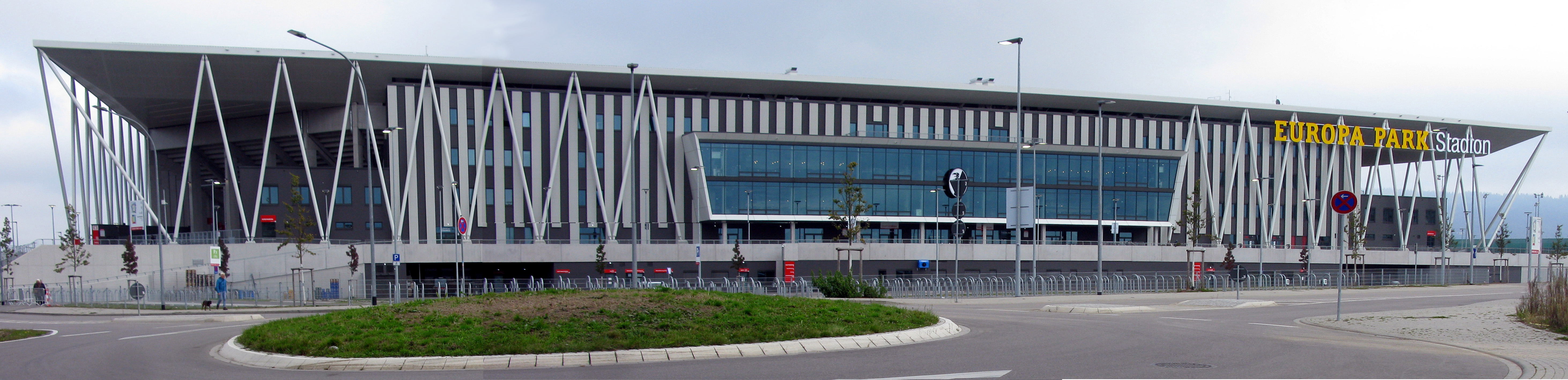
Finished stadium as of 2021-10-17